# Hans-Joachim Lange
Hans-Joachim Lange (2 de agosto de 1940) es un deportista de la RDA que compitió en vela en la clase Star. Ganó una medalla de bronce en el Campeonato Europeo de Star de 1969.

## Palmarés internacional
| Campeonato Europeo | Campeonato Europeo | Campeonato Europeo | Campeonato Europeo |
| Año                | Lugar              | Medalla            | Clase              |
| ------------------ | ------------------ | ------------------ | ------------------ |
| 1969               | ND                 | Medalla de bronce  | Star               |